# Amanda Vazquez
Amanda Vazquez (ur. 30 marca 1984) – portorykańska siatkarka, grająca jako środkowa. Obecnie występuje w drużynie Indias de Mayagüez.